# جون فيكتور أندرسون
جون فيكتور أندرسون هو سياسي كندي، ولد في 8 أغسطس 1918 في مدسين هات في كندا، وتوفي في 31 ديسمبر 1982. حزبياً، نشط في حزب الائتمان الاجتماعي في ألبرتا ‏. وقد انتخب عضو الجمعية التشريعية ألبرتا.